# La Chapelle-Thècle
La Chapelle-Thècle ist eine französische Gemeinde im Département Saône-et-Loire in der Region Bourgogne-Franche-Comté. Sie gehört zum Arrondissement Louhans und zum Kanton Cuiseaux. Die Gemeinde hat 497 Einwohner (Stand 1. Januar 2022), die im Patois Tsapalats oder Chapalais bzw. Chapalaises genannt werden.

## Geografie

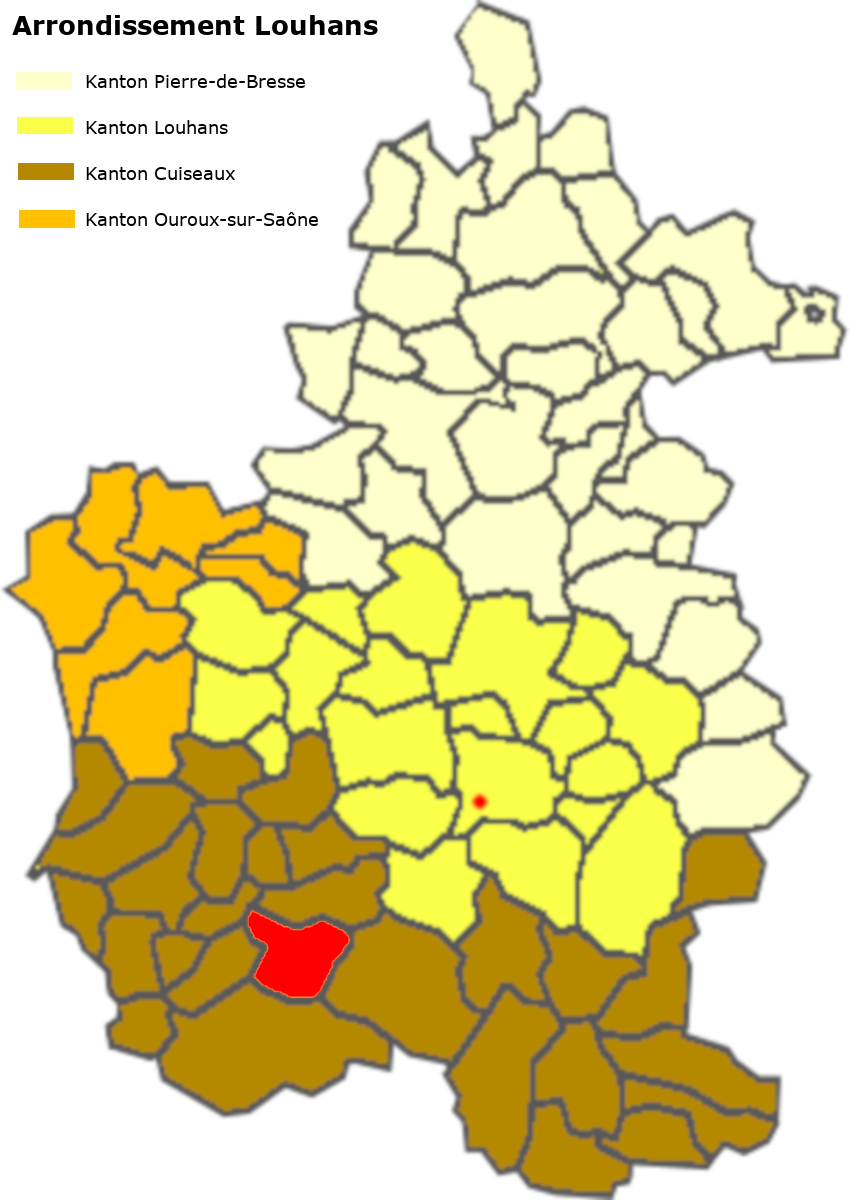
Lage der Gemeinde im Arrondissement Louhans

La Chapelle-Thècle liegt im Süden des Arrondissement Louhans; die südliche Gemeindegrenze stößt an das Arrondissement Mâcon und die Gemeinde Romenay. Der Ort wird von keiner wichtigen Straße durchzogen und ist auch nur schwach bewaldet, hingegen ist er stark zersiedelt und weist große landwirtschaftlich genutzte Flächen auf. Von Südosten her fließt die Sane-Vive in nordnordwestlicher Richtung durch die Gemeinde, kurz vor dem Bourg mündet die Voye von Süden her in die Sane. Rund 700 Meter nach dem Ort mündet der Ruisseau des Fatys, der die Étangs von Romenay entwässert. Kurz darauf mündet von Osten her ein Bief, der eine Kette von Étangs im nördlichen Gemeindegebiet entwässert. Zur Gemeinde gehören die folgenden Weiler und Fluren: les Armes, Bordey, le Bugeron, la Carlotte, le Carruge, le Carruge-Ponsard, Chéniard, Coillat, Crezin, la Croix, la Devise, Dézaret, le Fatys, la Folie, Frettechise, Genèvres, Grande-Baisse, Grand-Marcillat, le Grand-Pré, Grange-d’en-Bas, Grange-Renard, Lachée, Lebeau, Marcillat, Mardandon, le Mathorand, le Molard, Mont-du-Chat, Moulin-de-la-Chapelle, Moulin-de-l’Hirondelle, le Moulin-Latrain, Moulin-Vairet, Petit-Bordey, le Procureur, Quart-Bourgeois, le Quart-des-Ponts, Quart-Joly, les Quémonts, les Rivons, les Robins, les Rompois, les Touppes-des-Champs, Ville-de-Fourne, la Voye (Gewässer).

### Klima
Das Klima in La Chapelle-Thècle ist warm und gemäßigt. Es gibt das ganze Jahr über deutliche Niederschläge, selbst der trockenste Monat weist noch hohe Niederschlagsmengen auf. Die Klassifikation des Klimas nach Köppen und Geiger ist Cfb ((Gemäßigtes) Ozeanklima). Die Temperatur liegt im Jahresdurchschnitt bei 12,1 °C. Der wärmste Monat ist der Juli mit einer Durchschnittstemperatur von 21,2 °C, der kälteste der Januar mit 3,4 °C. Über ein Jahr verteilt summieren sich die Niederschläge auf 1121 mm, dabei ist der November mit 118 mm der niederschlagsreichste, während Juli als trockenster Monat 82 mm aufweist. Über das ganze Jahr werden etwa 2754 Sonnenstunden gezählt.
|                        | Jan | Feb | Mär  | Apr  | Mai  | Jun  | Jul  | Aug  | Sep  | Okt  | Nov  | Dez |   |      |
| Mittl. Temperatur (°C) | 3,4 | 4,1 | 7,6  | 11,3 | 15,1 | 19,3 | 21,2 | 20,8 | 17,1 | 13,0 | 7,5  | 4,2 | ⌀ | 12,1 |
| Mittl. Tagesmax. (°C)  | 6,4 | 7,8 | 12,1 | 15,8 | 19,5 | 24,0 | 25,9 | 25,6 | 21,6 | 17,0 | 10,6 | 7,0 | ⌀ | 16,2 |
| Mittl. Tagesmin. (°C)  | 0,8 | 0,7 | 3,4  | 6,5  | 10,4 | 14,3 | 16,4 | 16,1 | 12,9 | 9,4  | 4,6  | 1,7 | ⌀ | 8,1  |
|                        |     |     |      |      |      |      |      |      |      |      |      |     |   |      |
| Niederschlag (mm)      | 94  | 79  | 77   | 93   | 99   | 83   | 82   | 88   | 99   | 109  | 118  | 100 | Σ | 1121 |

| 0,8 |

| 0,7 |

| 3,4 |

| 6,5 |

| 10,4 |

| 14,3 |

| 16,4 |

| 16,1 |

| 12,9 |

| 9,4 |

| 4,6 |

| 1,7 |

| 0,8 |

| 0,7 |

| 3,4 |

| 6,5 |

| 10,4 |

| 14,3 |

| 16,4 |

| 16,1 |

| 12,9 |

| 9,4 |

| 4,6 |

| 1,7 |

## Toponymie
Die älteste bekannte Nennung des Ortes als Capella Sancte Thecle geht auf das Jahr 1155 zurück. Die Kirche muss also bereits bestanden haben; sie ist der Heiligen Thekla von Ikonion geweiht. Guillemaut legt in seiner Histoire de la Bresse louhannaise dar, die Pfarrei verdanke ihren Namen Sainte Thècle aus der Gegend von Lyon, deren Verehrung im Mittelalter sehr verbreitet gewesen sei. Mönche von Mâcon hätten in der Gegend gerodet und zu Ehren von Thekla eine Kapelle erbaut, die der Beginn der späteren Kirche gewesen sei. Die Kapelle sei später zum Chor der heutigen Kirche geworden.
Als Folge der Revolution und der damit verbundenen Säkularisierung wurde die Gemeinde umbenannt und trug während einiger Zeit den Namen Sâne-la-Vive. Heute wird die Gemeinde umgangssprachlich oft als Chapal bezeichnet.

## Geschichte
Die eine Hälfte der Gemeinde gehörte zur Herrschaft Montpont, die andere Hälfte zur Vogtei Bourg-en-Bresse. Noch während der Revolution bestand sie aus zwei annähernd gleich großen Gemeinden; ein Teil gehörte zu Louhans, der andere zu Pont-de-Vaux. Eine Vereinbarung regelte die Vereinigung, wonach die fusionierte Gemeinde dorthin gehören solle, wo sich der Kirchturm befinde. Dadurch gelangte die heutige Gemeinde La Chapelle-Thècle zu Louhans und zum Département Saône-et-Loire. Die alten Gemeindearchive befinden sich allerdings immer noch in Bourg-en-Bresse.
Eine Besonderheit der Gemeinde ist die Tatsache, dass zwei Arten von Dächern bestehen: einerseits die steilen und hohen, mit Flachziegeln bedeckten, die für das Bressehaus der Bresse bourguignonne typisch sind, andererseits die flachen (< 25 % Neigung), mit Mönch und Nonne bedeckten. Heute werden immer mehr Dächer mit Flachziegeln eingedeckt, so dass diese typische Grenze der Baustile immer weniger klar erkennbar ist.

## Bevölkerung
| La Chapelle-Thècle: Einwohnerzahlen von 1793 bis 2020 | La Chapelle-Thècle: Einwohnerzahlen von 1793 bis 2020 | La Chapelle-Thècle: Einwohnerzahlen von 1793 bis 2020 | La Chapelle-Thècle: Einwohnerzahlen von 1793 bis 2020 | La Chapelle-Thècle: Einwohnerzahlen von 1793 bis 2020 |
| --- | ----------------------------------------------------- | ----------------------------------------------------- | ----------------------------------------------------- | ----------------------------------------------------- |
| Jahr |                                                       |                                                       |                                                       | Einwohner                                             |
| 1793 | 1793                                                  |                                                       | 1.252                                                 | 1.252                                                 |
| 1800 | 1800                                                  |                                                       | 1.206                                                 | 1.206                                                 |
| 1806 | 1806                                                  |                                                       | 1.331                                                 | 1.331                                                 |
| 1821 | 1821                                                  |                                                       | 1.255                                                 | 1.255                                                 |
| 1831 | 1831                                                  |                                                       | 1.284                                                 | 1.284                                                 |
| 1836 | 1836                                                  |                                                       | 1.322                                                 | 1.322                                                 |
| 1841 | 1841                                                  |                                                       | 1.353                                                 | 1.353                                                 |
| 1846 | 1846                                                  |                                                       | 1.390                                                 | 1.390                                                 |
| 1851 | 1851                                                  |                                                       | 1.410                                                 | 1.410                                                 |
| 1856 | 1856                                                  |                                                       | 1.438                                                 | 1.438                                                 |
| 1861 | 1861                                                  |                                                       | 1.368                                                 | 1.368                                                 |
| 1866 | 1866                                                  |                                                       | 1.438                                                 | 1.438                                                 |
| 1872 | 1872                                                  |                                                       | 1.338                                                 | 1.338                                                 |
| 1876 | 1876                                                  |                                                       | 1.377                                                 | 1.377                                                 |
| 1881 | 1881                                                  |                                                       | 1.388                                                 | 1.388                                                 |
| 1886 | 1886                                                  |                                                       | 1.364                                                 | 1.364                                                 |
| 1891 | 1891                                                  |                                                       | 1.375                                                 | 1.375                                                 |
| 1896 | 1896                                                  |                                                       | 1.399                                                 | 1.399                                                 |
| 1901 | 1901                                                  |                                                       | 1.413                                                 | 1.413                                                 |
| 1906 | 1906                                                  |                                                       | 1.420                                                 | 1.420                                                 |
| 1911 | 1911                                                  |                                                       | 1.415                                                 | 1.415                                                 |
| 1921 | 1921                                                  |                                                       | 1.225                                                 | 1.225                                                 |
| 1926 | 1926                                                  |                                                       | 1.166                                                 | 1.166                                                 |
| 1931 | 1931                                                  |                                                       | 1.077                                                 | 1.077                                                 |
| 1936 | 1936                                                  |                                                       | 1.020                                                 | 1.020                                                 |
| 1946 | 1946                                                  |                                                       | 965                                                   | 965                                                   |
| 1954 | 1954                                                  |                                                       | 810                                                   | 810                                                   |
| 1962 | 1962                                                  |                                                       | 744                                                   | 744                                                   |
| 1968 | 1968                                                  |                                                       | 637                                                   | 637                                                   |
| 1975 | 1975                                                  |                                                       | 578                                                   | 578                                                   |
| 1982 | 1982                                                  |                                                       | 569                                                   | 569                                                   |
| 1990 | 1990                                                  |                                                       | 538                                                   | 538                                                   |
| 1999 | 1999                                                  |                                                       | 477                                                   | 477                                                   |
| 2009 | 2009                                                  |                                                       | 484                                                   | 484                                                   |
| 2014 | 2014                                                  |                                                       | 449                                                   | 449                                                   |
| 2020 | 2020                                                  |                                                       | 481                                                   | 481                                                   |
| Quelle(n): EHESS/Cassini bis 2006, ab 2009 INSEE Anmerkung(en): • Ab 1962 offizielle Zahlen ohne Einwohner mit Zweitwohnsitz • 1795 – 1800 bildete der Ortskern eine eigene Gemeinde, die zum Département Ain gehörte. In diesem Diagramm sind die Zahlen beider Teilgemeinden enthalten. • Höchste Einwohnerzahl 1856 und 1866 mit 1438, tiefste Einwohnerzahl 2014 mit 449 (31,2 % vom Maximum) |                                                       |                                                       |                                                       |                                                       |

| Bevölkerungsstruktur | Anzahl Einwohner | männlich | weiblich | davon Ausländer | Anteil % |
| -------------------- | ---------------- | -------- | -------- | --------------- | -------- |
|                      | 480              | 251      | 229      | 19              | 4,0      |

| Männer | Alterstufe | Frauen |
| ------ | ---------- | ------ |
| 4      | 90 + älter | 8      |
| 33     | 75–89      | 37     |
| 68     | 60–74      | 64     |
| 60     | 45–59      | 57     |
| 33     | 30–44      | 24     |
| 28     | 15–29      | 15     |
| 24     | 0–14       | 23     |

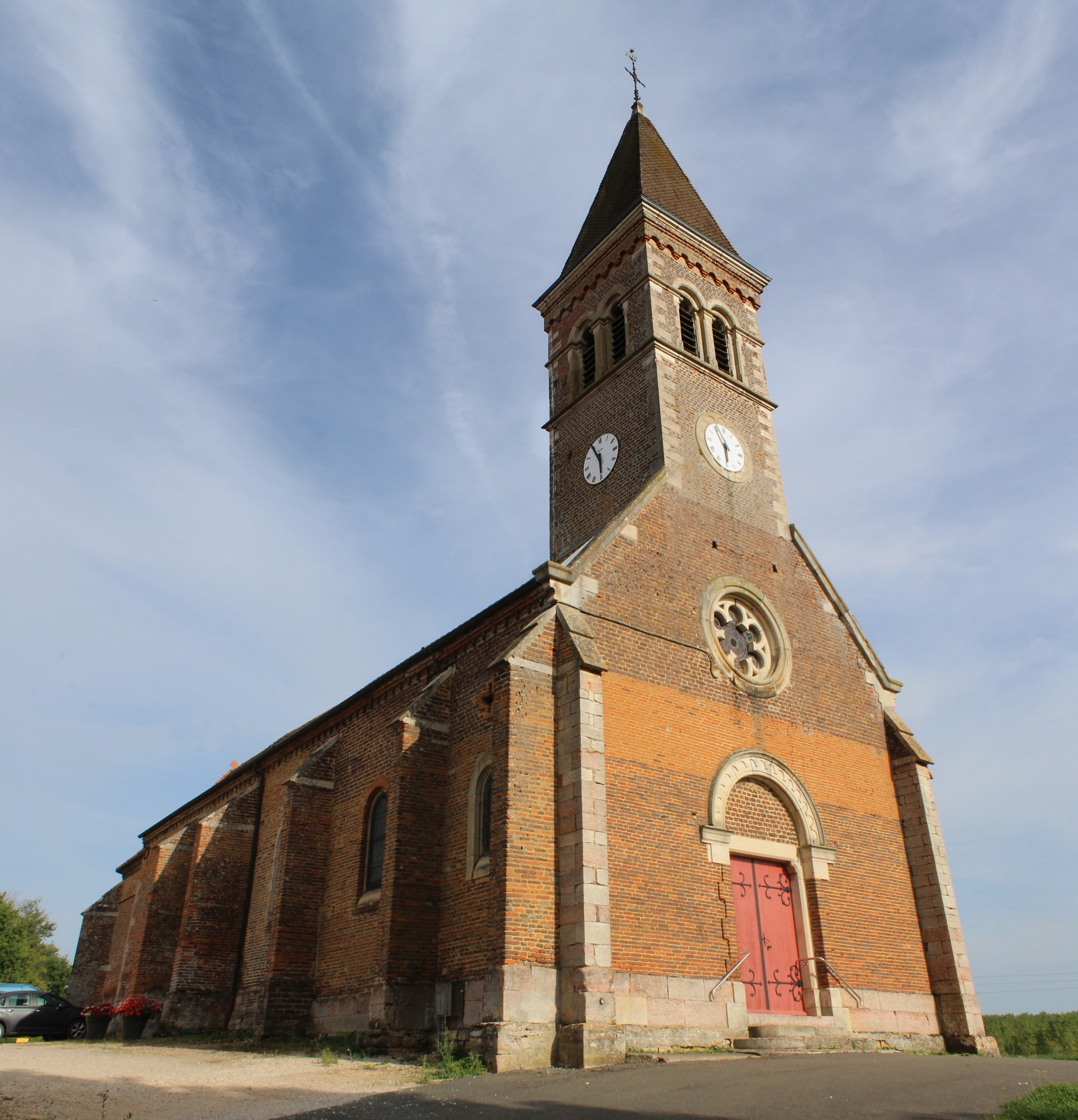
Kirche Sainte-Thècle in La Chapelle-Thècle

Die Bevölkerungsstruktur zwischen Männern und Frauen weist einen leichten Überhang zugunsten der Männer auf, die 52 % der Bevölkerung ausmachen, wobei 31 % der Bevölkerung jünger als 45 Jahre sind. Demgegenüber sind 45 % der Einwohner älter als 60 Jahre und damit im Rentenalter.
| Wohnstruktur               | Anzahl Wohneinheiten | davon Häuser | Wohnungen | sonstige |
| -------------------------- | -------------------- | ------------ | --------- | -------- |
|                            | 348                  | 336          | 11        | 1        |
| davon Hauptwohnsitz        | 223                  |              |           |          |
| Zweit- oder Ferienwohnsitz | 89                   |              |           |          |
| vakant                     | 34                   |              |           |          |

## Wirtschaft und Infrastruktur

### Unternehmen, Betriebe, Ladengeschäfte und Einrichtungen
In der Gemeinde befinden sich nebst Mairie und Kirche folgende Unternehmen nach Branchen:
| Branche                                                           | Anzahl Betriebe |
| ----------------------------------------------------------------- | --------------- |
| Industrie und verarbeitendes Gewerbe                              | 3               |
| Baugewerbe                                                        | 3               |
| Groß- und Einzelhandel, Verkehr, Beherbergung und Gastronomie     | 11              |
| Information und Kommunikation                                     |                 |
| Finanz- und Versicherungsdienstleistungen                         |                 |
| Grundstücks- und Wohnungswesen                                    | 2               |
| Freiberufliche, wissenschaftliche und technische Dienstleistungen | 6               |
| Öffentliche Verwaltung, Unterricht, Gesundheits- und Sozialwesen  | 2               |
| Sonstige Dienstleistungen                                         | 2               |
| Land- und Forstwirtschaftsbetriebe                                | 14              |

In der Gemeinde befinden sich eine Bäckerei, ein Bauunternehmen und ein Maler/Gipser. Im Ort befinden sich zudem eine Sporthalle, ein Diätberater und eine Mehrzweckhalle. Mit den Gütern des täglichen Bedarfs versorgen sich die Einwohner in Romenay oder in Louhans.

### Geschützte Produkte in der Gemeinde
Als AOC-Produkte sind in La Chapelle-Thècle Crème et beurre de Bresse zugelassen, ferner Volaille de Bresse und Dinde de Bresse.

### Bildungseinrichtungen
In der Gemeinde besteht eine École primaire (École maternelle und École élémentaire), die der Académie de Dijon untersteht und von 30 Schülern besucht wird. Für die Schule gilt der Ferienplan der Zone A.